# Ruben Nygaard
Ruben Nygaard (født 25. maj 1986 i Danmark) er en dansk fodboldspiller, der spiller for Skive IK i Danmark.

## Klubkarriere

### Hobro IK
"Hobro kaprer Fremad-profil". Sådan lød overskriften, da Nygaard for anden gang skiftede til Hobro IK, den 18. januar 2011, hvor han skrev en halvandet år lang kontrakt.
I sommeren 2015 skiftede Nygaard til Skive IK, idet han blot havde spillet to kampe for Hobro i klubbens Superliga-debutsæson.